# Cmentarz żydowski w Moczydłach
Cmentarz żydowski w Moczydłach – kirkut służący niegdyś żydowskiej społeczności Raczek i okolic. Znajdował się w Moczydłach. Nie wiadomo dokładnie kiedy został założony. Miał powierzchnię 1,71 ha. Obecnie na nieogrodzonym terenie nie zachowały się całe nagrobki.